# Urmie Plein
Urmie Plein (Paramaribo, 8 november 1966) is een Nederlandse actrice en dramadocente.

## Achtergrond
Urmie Plein studeerde tussen 1988 en 1993 aan de HKU, Hogeschool voor de Kunsten Utrecht, (Acteur).

## Filmografie

### Film
- 2022: Pink Moon
- 2019: April May en June - Patty
- 2018: Bloody Marie
- 2018: Taal is zeg maar echt mijn ding - dokter Brielle
- 2017: Rafaël
- 2016: Bella Donna's
- 2014: Het leven volgens Nino - politieagente
- 2013: 48 Minutes - Denise
- 2013: Nooit te oud - nicht Anansa Boerleider (televisiefilm)
- 2012: Koning van Katoren - burgemeester Uikumene
- 2012: Alleen maar nette mensen - Janine
- 2012: Swchwrm - Juf groep 8
- 2012: Tony 10 - vroedvrouw
- 2010: De laatste reis van meneer van Leeuwen - verpleegster Esmee (televisiefilm)
- 2008: Skin Joyce
- 2004: 06/05 - receptioniste
- 2004: Deining - Serina (televisiefilm)

### Televisie
- 2022: Diepe Gronden als Rifka Vonk
- 2022: Sihame als Bea
- 2021: De K van Karlijn
- 2021: Red Light als Anna
- 2021: Follow de SOA, als therapeut Rune
- 2021: Dertigers
- 2021: Maud & Babs
- 2020: Baantjer: het begin
- 2020: ANNE+ als Naomi
- 2020: Lieve Mama als Marjan Otten
- 2019: De 12 van Schouwendam
- 2019: De Toekomst is Fantastisch
- 2019: Meisje van Plezier
- 2018: Ik Weet wie je Bent als Nathalie Kwint
- 2017: De mannentester (afl. Eline)
- 2017: Flikken Maastricht - Carla Mooilandt (afl. Zuur)
- 2013: Volgens Robert - baliemedewerkster Joan (afl. Veel wat was)
- 2011-2014: A'dam - E.V.A. – Dolores de Vroom (14 afleveringen)
- 2009: Shouf Shouf! - politieagente (afl. Oog om oog, brand om brand)
- 2008: SpangaS - moeder Meijaards (3 afleveringen)
- 2008: De co-assistent - Latoya Vollentak (afl. De lift)
- 2008: Moes - detective #2 (mini-serie)
- 2006: Gooische vrouwen - sollicitante (afl. 2, seizoen 3)
- 2001: Russen - Maria (afl. Wolfskinderen)
- 1999: Ben zo terug - Antilliaanse vrouw (2 afleveringen)
- 1996: Onderweg naar morgen - politieagente Erica (afl. 405)

## Theater
- 2022: Ik Zeg Toch Sorry (Theatergroep Aluin ism Raymi Sambo Maakt, regie Victorine Plante)
- 2021: Het Wonderbaarlijke Voorval met de Hond in de Nacht (Theateralliantie, regie Pieter Kramer)
- 2019: Suriname Monologen: Mijn Vader Anton de Kom (Stichting Julius Leeft!)
- 2019: Vallende Man (Internationaal Theater Amsterdam, regie Julien Gosselin)
- 2017: Mijn Bijvrouw (theatergroep VIG, regie Raymi Sambo)
- 2016: Intouchables (gezelschap: Senf Theaterpartners, regie: Peter de Baan)
- 2015: Race (van David Mamet, regie: John Leerdam)
- 2015: Tikkop (gezelschap: stichting Julius leeft, regie: John Leerdam)
- 2014: Aan niets overleden (theatergroep VIG, regie: Raymi Sambo)
- 2013: Rebelse Vrouwen (een theaterstuk gebaseerd op onderzoek van NiNsee/Aspha Bijnaar)
- 2013: Wij verlangen onze vrijheid - (gezelschap: theater Nomade, regie: Ab Gietelink)
- 2011: Hoe duur was de suiker? - (gezelschap: stichting Julius leeft, regie: John Leerdam)
- 2011: Macbeth - (gezelschap: ZEP, regie: Peter Pluymaekers)
- 2011: Muren hebben oren - (gezelschap: MC, regie: Theo Fransz)
- 2011: Stuk - (theatergroep Siberia, regie: Jolanda Spoel)
- 2010: Huid! - (gezelschap: V.I.G., regie: Raymi Sambo)
- 2010: Alles is eetbaar, niet alles bespreekbaar - (theatergroep Seven Arts, regie: Peter Pluymaekers)
- 2010: Silo 8 - (theatergezelschap Vis à Vis, regie: Ivar van Urk)
- 2010: Alles is eetbaar, niet alles bespreekbaar - (theatergroep Seven Arts, ZEP, regie: Peter Pluymaekers)
- 2010: Kasmoni - (theatergroep Seven Arts, ZEP, regie: Peter Pluymaekers)
- 2008: Medea - (gezelschap: het MUZtheater, regie: Theo Fransz)
- 2008: Sowhat - (gezelschap: Colline Theaterproducties, regie: Jacques Janssen)
- 2007: Mijn status is positief - (gezelschap: Colline Theaterproducties, regie: Lorenzo Borella, Jacques Janssen)
- 2007: Mondpap - (gezelschap: Cosmic Theater, stichting Made in da Shade, regie: Jolanda Spoel)
- 2007: De Chinese nachtegaal - (gezelschap: stichting Kalebas Produkties, regie: Jaike Belfor, Urmie Plein)
- 2007: Heksenjacht - (gezelschap: Het Nationale Toneel, regie: Franz Marijnen)
- 2005: De buddha van Ceylon - (gezelschap: Balie Produkties, regie: Carel Alphenaar)
- 2004: Parels van de straat - (gezelschap: Krater Theater, regie: Tonny Vijzelman)
- 2004: De negers - (gezelschap: de Nieuw Amsterdam, de Verrukking VZW, regie: Rik Hancké)
- 2004: Men zegt. Zegt men - (gezelschap: De Nieuw Amsterdam, regie: Agaath Witteman)
- 2003: Zus & Mathilde - (Stichting Kalebas Produkties, regie: Theo Fransz)
- 2003: Mi kondre tru mi lobi yu, yu mooi tu na mi ai - (Cosmic Theater, regie: Sam Tjioe)
- 2003: Wereldverhalen III - (Stichting Kalebas Produkties)
- 2003: Wereldverhalen I - (Stichting Kalebas Produkties)
- 2002: De verborgen vallei - (Het Waterhuis, regie: Dave Schwab)
- 2002: Dochters & zonen - (Bonheur Theaterbedrijf Rotterdam, regie: Annekee van Blokland)
- 2002: Until The Day - (Cosmic Theater, regie: Paul Röttger)